# Chadwick (Familienname)
Chadwick ist ein englischer Familienname.

## Namensträger
- Aimee-Lynn Chadwick (* 1980), US-amerikanische Schauspielerin
- Andrés Chadwick (* 1956), chilenischer Politiker
- Cassie Chadwick (1857–1907), kanadisch-amerikanische Betrügerin
- Charles Chadwick (Leichtathlet) (1874–1953), US-amerikanischer Leichtathlet
- Charles Chadwick (Schriftsteller) (* 1932), britischer Schriftsteller
- Dave Chadwick (1930–1960), britischer Motorradrennfahrer
- E. Wallace Chadwick (Edward Wallace Chadwick; 1884–1969), US-amerikanischer Politiker
- Edgar Chadwick (1869–1942), englischer Fußballspieler und Trainer
- Edwin Chadwick (1800–1890), englischer Sozialreformer
- Elizabeth Chadwick (* 1957), englische Schriftstellerin
- Emma Löwstädt-Chadwick (1855–1932), schwedische Malerin
- Florence Chadwick (1918–1995), US-amerikanische Schwimmerin
- French Ensor Chadwick (1844–1919), US-amerikanischer Konteradmiral
- George Chadwick (1854–1931), US-amerikanischer Komponist
- Glen Alan Chadwick (* 1976), neuseeländischer Radrennfahrer
- Graham Charles Chadwick (1923–2007), südafrikanischer Bischof von Kimberley und Kuruman
- Hannah Chadwick (* ca. 1992), US-amerikanische Paracyclerin
- Hector Munro Chadwick (1870–1947), britischer anglistischer Mediävist und Historiker
- Helen Chadwick (Bildhauerin) (1953–1996), britische Bildhauerin, Fotografin und Installationskünstlerin
- Helen Chadwick (Komponistin), britische Komponistin und Sängerin
- Henry Chadwick (Sportjournalist) (1824–1908), britisch-amerikanischer Sportjournalist
- Henry Chadwick (Theologe) (1920–2008), britischer Theologe
- Ian Chadwick (* 1978), US-amerikanischer Basketballspieler und -trainer
- James Chadwick (1891–1974), englischer Physiker (Nobelpreisträger)
- Jamie Chadwick (* 1998), britische Automobilrennfahrerin
- John Chadwick (1920–1998), britischer Philologe und Kryptologe
- June Chadwick (* 1951), britische Schauspielerin
- Justin Chadwick (* 1968), englischer Schauspieler und Regisseur
- Luke Chadwick (* 1980), englischer Fußballspieler
- Lynn Chadwick (1914–2003), englischer Bildhauer
- Michael Chadwick (* 1995), US-amerikanischer Schwimmer
- Nora Kershaw Chadwick (1891–1972), britische Literaturhistorikerin
- Owen Chadwick (1916–2015), britischer Historiker und Priester
- Rachael Chadwick (* 1990), englische Squashspielerin
- Roy Chadwick (1893–1947), britischer Luftfahrtingenieur
- Stephen F. Chadwick (1825–1895), US-amerikanischer Politiker
- Virginia Chadwick (1944–2009), australische Politikerin
- Wilf Chadwick (1900–1973), englischer Fußballspieler